# 小川英治
小川 英治（おがわ えいじ、1957年5月24日 - ）は、日本の経済学者。専門分野は国際金融論。学位は、博士（商学）（一橋大学・論文博士・1999年）。一橋大学名誉教授。退職後、東京経済大学経済学部教授。一橋大学副学長、日本金融学会会長、財務省関税・外国為替等審議会会長を歴任。日本国際経済学会より小島清賞を受賞。花輪俊哉ゼミ出身。北海道札幌市出身。

## 経歴
- 1976年 北海道札幌北高等学校 卒業
- 1981年 一橋大学商学部 卒業
- 1986年 一橋大学大学院商学研究科博士課程 単位取得満期退学
- 1986年 一橋大学商学部 特別研究助手
- 1987年 ハーバード大学経済学部 客員研究員
- 1988年 一橋大学商学部 講師
- 1991年 同 助教授
- 1992年 カリフォルニア大学バークレー校経済学部 客員研究員
- 1999年 博士（商学）（一橋大学）[2]
- 1999年 一橋大学商学部 教授
- 2000年 国際通貨基金調査局 客員研究員
- 2008年 日本国際経済学会小島賞研究奨励賞受賞[5]
- 2009年 一橋大学大学院商学研究科長・商学部長
- 2011年 一橋大学 副学長
- 2012年 一般社団法人一橋大学コラボレーション・センター初代代表理事[6]
- 2014年 日本金融学会会長、みずほ信託銀行株式会社取締役、ANAホールディングス株式会社監査役、日本国際経済学会監事
- 2017年 財務省関税・外国為替等審議会会長[7]
- 2018年 東京経済研究センター代表理事[8]
- 2019年 財務省関税・外国為替等審議会会長代理[9]
  - EUインスティテュート東京コンソーシアム理事長、財務省財務総合政策研究所特別研究官、独立行政法人経済産業研究所ファティカルフェロー、日本銀行金融研究所顧問、株式会社日本政策投資銀行設備投資研究所顧問、郵政省貯金局資金運用研究会委員、株式会社国際協力銀行リスク・アドバイザリー委員、財務省国際局関税・外国為替等審議会委員、外務省国際協力局開発協力適正会議委員なども務める。[10][2][1][11]
- 2020年 一橋大学を定年退職し一橋大学名誉教授。東京経済大学経済学部教授。

## 著書

### 単著
- 『国際通貨システムの安定性』（東洋経済新報社，1998年6月1日発行）
- 『経済学入門シリーズ 国際金融入門』（日本経済新聞社，2002年2月1日発行）
- 『グローバル・インバランスと国際通貨体制』（東洋経済新報社，2013年3月1日発行）

### 共著
- 『金融経済入門』（東洋経済新報社，1996年8月1日発行）
- 『国際金融』（有斐閣，2001年5月1日発行）
- 『環太平洋地域の金融・資本市場』（高千穂大学総合研究所，2002年3月1日発行）
- 『一橋大学ビジネススクール 「知的武装講座」』（プレジデント社，2002年4月1日発行）
- 『EU論』（放送大学教育振興会，2006年5月1日発行）
- 『国際金融論をつかむ』（有斐閣，2007年4月11日発行）
- 『金融論』（有斐閣，2007年7月20日発行）
- 『MBAのための国際金融』（有斐閣，2007年8月25日発行）
- 『はじめて学ぶ国際経済』（有斐閣，2010年12月27日発行）
- 『サピエンティア 国際金融』（東洋経済新報社，2016年4月22日発行）

### 分担執筆
- 『基本経済学シリーズ9 国際金融論（山田良治・編）』（八千代出版，1996年3月1日発行）

### 編著
- 『EUスタディーズ2 統合経済』（勁草書房，2007年9月28日発行）
- 『アジア・ボンドの経済学〜債権市場の発展を目指して』（東洋経済新報社，2009年4月24日発行）
- 『ユーロ圏危機と世界経済〜信認回復のための方策とアジアへの影響』（東京大学出版会，2015年6月27日発行）

### 共編著
- 『はじめての金融経済』（東洋経済新報社，2002年6月1日発行）
- 『国際金融システムの制度設計:通貨危機後の東アジアへの教訓』（東京大学出版会，2006年2月1日発行）
- 『中国の台頭と東アジアの金融市場』（日本評論社，2006年6月1日発行）
- 『東アジア通貨バスケットの経済分析』（東洋経済新報社，2007年8月1日発行）
- 『新・国際金融テキスト1 国際金融理論』（有斐閣，2008年5月23日発行）
- 『揺れ動くユーロ:通貨・財政安定化への道』（蒼天社出版，2014年4月14日発行）
- 『新EU論』（信山社，2014年5月5日発行）
- 『激流アジアマネー』（日本経済新聞社，2015年6月11日発行）
- 『世界金融危機と金利・為替:通貨・金融への影響と評価手法の再構築』（東京大学出版会，2016年4月5日発行）

### 監修
- 『生命保険会社の金融リスク管理戦略』（東洋経済新報社，2000年12月1日発行）

### 責任編集
- 『中国資本市場の現状と課題（日中資本市場協力研究会リポート）』（公益財団法人 資本市場研究会，2013年12月1日発行）